# Cratoneuropsis relaxa
Cratoneuropsis relaxa är en bladmossart som beskrevs av Fleischer in Brotherus 1925. Cratoneuropsis relaxa ingår i släktet Cratoneuropsis och familjen Amblystegiaceae. Inga underarter finns listade i Catalogue of Life.